# El Escuadrón (Congreso de los Estados Unidos)
- Alexandria Ocasio-Cortez
- Ilhan Omar
- Ayanna Pressley
- Rashida Tlaib

El Escuadrón es un término de prensa de los medios de comunicación de los Estados Unidos para referirse a un grupo de cuatro miembros demócratas de la cámara de representes en el Congreso de ese país. Dicho grupo se compone de mujeres que fueron electas por primera vez en las elecciones legislativas de 2018 y que han sido reelectas en sus cargos desde entonces. Las representantes son Alexandria Ocasio-Cortez por el estado de Nueva York, Ilhan Omar por Minnesota, Rashida Tlaib por Michigan y Ayanna Pressley por Massachusetts.
Las representantes se han destacado por su defensa de posturas progresistas, socioliberales, liberales-igualitarias, socialdemocráticas y socialistas democráticas que han logrado impactar en el debate político norteamericano, así como el hecho de que su procedencia sea desde lo que históricamente se han conocido como “minorías étnicas” en los Estados Unidos. Han sido vistas como la posibilidad del relevo generacional en el liderazgo del partido demócrata o como un cambio hacia una renovación política del partido, de desafío al establishment político tradicional.

## Integrantes

### Alexandria Ocasio-Cortez
Alexandria Ocasio-Cortez nació en el Bronx, Nueva York, hija de padres puertorriqueños. Se graduó de la Universidad de Boston, y antes de ser elegida representante, fue líder comunitaria, pedagoga y camarera para pagar sus estudios. Con el tiempo ganó atención mediática por sus cuestionamientos ante los republicanos, las críticas al gobierno de Trump, y por tratar de situar en la agenda los grandes temas de inmigración, raza, género y pobreza desde el congreso. Al momento de su elección tenía 29 años, convirtiéndose en la mujer más joven en ocupar un espacio en el capitolio.

### IIhan Omar
Ilhan Omar fue la primera mujer de origen somalí en un ocupar un cargo público en los Estados Unidos cuando fue elegida para la legislatura estatal de Minnesota, ella y su familia llegaron como refugiados al país en 1997 debido a la guerra civil que azotaba al país africano. En el año 2000 recibió la ciudadanía estadounidense y es una de las dos mujeres musulmanas que han servido como representantes en el congreso federal en la historia de los Estados Unidos.

### Rashida Tlaib
Rashida Tlaib es la otra mujer musulmana que se ha convertido en represente federal por vez primera en la historia del país, además de ser también la primera de origen palestino. Hija de padres palestinos inmigrantes, fue la mayor de catorce hermanos, y la primera de toda su familia en graduarse de la secundaria y luego de la universidad, fue expulsada de un acto de campaña de Trump al hacer una protesta y ha cuestionado la política exterior norteamericana.

### Ayanna Pressley
Ayanna Pressley es la primera mujer afroamericana en ser electa representante por el estado de Massachusetts, hija de una madre soltera y activista política demócrata hasta antes de llegar al congreso. Desde su escaño, Pressley ha sido una de las principales defensoras del derecho a decidir para las mujeres y por proponer reformas que ayuden a las víctimas de violencia sexual, al ser ella misma una sobreviviente de esto.
Ha sido tan notable el creciente protagonismo de esta militancia que han ocurrido agresiones y connatos de violencia contra las integrantes en diferentes ocasiones por parte de los sectores más conservadores, una muestra de ello fue en 2019 cuando el entonces presidente Donald Trump dijo que las representantes deberían regresar a “sus países de origen” si no les gustaba su gobierno, a pesar del hecho de que todas fueran ciudadanas estadounidenses, expresiones que fueron condenadas como racistas.

## Posiciones
Las posiciones políticas del bloque han planteado reivindicaciones feministas, laburantes, y de justicia social, la mirada en el modelo nórdico, la asistencia sanitaria universal, la distribución de la renta, el control de las armas de fuego, y la progresividad fiscal. En la vida de esta corriente se han mostrado próximos desde el senado, Bernie Sanders y Elizabeth Warren, otras figuras relevantes en el partido que ya han incursionado en las primarias presidenciales demócratas.
La oleada progresista renovadora ha tomado también como banderas, en diferentes momentos, el aumento al salario mínimo, el derecho a la educación, el derecho a la vivienda y la igualdad de género. Se considera que la competición de Sanders por la candidatura presidencial en 2016, así como el movimiento Occupy Wall Street abrieron la puerta para que sectores del ala izquierda en el partido (como los Demócratas socialistas) se animaran a competir también en la vida política, lo que resultó, en principio, en las inéditas victorias electorales de estos perfiles, luego en el triunfo de un amplio abanico de mujeres y personas de la diversidad étnica, cultural, de género, y social en las elecciones de 2020.
Otra de las iniciativas audaces que han adoptado los abanderados de la corriente es el del Green New Deal, un ambicioso proyecto que propone el 100% de energía limpia como suministro en el plazo de una década para los Estados Unidos, hasta alcanzar un cero de emisiones globales contaminantes en 2050. El plan representa un conjunto de medidas económicas y sociales encaminadas al desarrollo sustentable, la disminución de la desigualdad, la creación de una banca ecológica, y paquetes de inversión en las energías renovables, hacia una economi alternativa.